# 도나 타트

도나 루이스 타트 (Donna Louise Tartt, 1963년 12월 23일 ~ )는 미국 작가이다. 소설은 《비밀의 계절》 (1992), 《작은 친구》(2002), 《황금방울새》 (2013)이다. 타트는 2003년 WH Smith 문학상을, 2014년 퓰리처상을 수상했다. 타임 잡지의 2014년 " 가장 영향력있는 인물 100 인 '리스트에 있었다.
타트는 1992년에 그녀의 첫 번째 소설인 《비밀의 계절》을 썼다. 많은 사람들은 타트가 겨우 29세였기 때문에 조숙한 문학 천재로 여겼고 그녀가 다음에 출판할 책에 대한 높은 기대치를 설정했다.
2002년 타트의 소설 《작은 친구》는 9월 네덜란드의 서점 에 네덜란드어로 처음 등장했는데, 그 이유는 그녀의 이전 책이 다른 시장보다 1인당 더 많이 팔렸기 때문이다.

그녀의 2013년 소설 《황금방울새》는 아마도 베스트셀러 지위에 근거한 논쟁을 불러일으켰다. 이 책은 영화 더 골드핀치를 위해 각색되었다. 타트는 영화 판권으로 300만 달러를 받은 것으로 알려졌으나 그녀의 오랜 에이전트인 Amanda Urban이 시나리오 작성이나 광범위한 제작에서 타트의 역할을 확보하는 데 실패하여 회사와 헤어졌다. 영화는 비판적이고 상업적인 실패였다.